# Чагла Бююкакчай
Чагла Бююкакчай (тур. Çağla Büyükakçay, 28 вересня 1989) — турецька тенісистка.
Свою першу перемогу в турнірі WTA Чагла здобула на Istanbul Cup 2016.

## Фінали
| Результат | №  | Дата           | Турнір                           | Поверхня | Суперниця     | Рахунок       |
| --------- | -- | -------------- | -------------------------------- | -------- | ------------- | ------------- |
| Перемога  | 1. | 24 квітня 2016 | Istanbul Cup, Стамбул, Туреччина | Ґрунт    | Данка Ковінич | 3–6, 6–2, 6–3 |

## Зовнішні посилання
Досьє на сайті WTA [Архівовано 30 квітня 2016 у Wayback Machine.]
| Тенісист | Це незавершена стаття про тенісиста чи тенісистку. Ви можете допомогти проєкту, виправивши або дописавши її. |